# 債務名義
債務名義（さいむめいぎ）とは、債権者に執行機関（執行裁判所又は執行官）の強制執行によって実現されるべき債権の存在および範囲を公的に証明した文書である。
執行機関は、迅速な執行のため、自ら債権の存否内容についての判断をするのではなく、他の国家機関（民事訴訟を担当する受訴裁判所や、公証人）が作成した債務名義に基づいてのみ強制執行を行う。
強制執行手続は債務名義がなければできないし、債務名義に表示されるのは、(1)実現されるべき給付請求権、(2)当事者、(3)執行対象財産ないし責任の限度である。

## 債務名義の種類
どのような文書が債務名義になるかは、民事執行法22条各号に定められている。
- 確定判決（1号）

強制的に実現することが可能な特定の給付請求権を表示するものに限られる。
- 仮執行宣言を付した判決（2号）

給付判決に仮執行宣言が付された場合には、確定前でも、債務名義になる。仮執行宣言は、敗訴者に上訴による審級の利益を保障しつつ勝訴者の早期の満足を図る制度である。仮執行とは勝訴の給付判決が確定するまでは、債権者の満足がこのように仮定的であるという意味である。
- 抗告によらなければ不服申立てできない裁判（3号）

決定または命令で、その性質上抗告ができるもので、強制的実現になじむ給付請求権を表示しているものを指す。不動産引渡命令（民事執行法83条1項）などがこれに当たる。
- 仮執行宣言付支払督促（4号）

債務者が支払督促の送達から2週間以内に督促異議を申し立てない場合には、債権者の申立てに基づいて仮執行宣言が付され、本号の債務名義となる（民事訴訟法391条）。
債務者が仮執行宣言付支払督促の送達後2週間以内に督促異議を申し立てない場合、または異議を申し立てたがそれを却下する決定が確定した場合は、支払督促は、確定判決と同一の効力を有することになる（民事訴訟法396条）。
- 訴訟費用等を定める裁判所書記官の処分（4号の2）

- 執行証書（5号）

一般に、公証人が公証人法その他の法令に従い法律行為その他の私権に関する事項について作成する文書を公正証書というが、執行証書とは、公正証書のうちで民事執行法22条5号の要件を備えたものをいう。
その要件は、①公証人がその権限の範囲内で適式に作成した公正証書で、②金銭の一定額の支払またはその他の代替物もしくは有価証券の一定の数量の給付を目的とする請求を内容とし、③債務者が直ちに強制執行に服する旨の陳述が記載されていることである。
- 確定した執行判決のある外国裁判所の判決（6号）

外国裁判所の判決は、日本の裁判所の執行判決（民事執行法24条）と合体して一つの債務名義になる。外国判決に執行力がなければ、訴訟上の形式訴訟となってしまうからである。
- 確定した執行決定のある仲裁判断（6号の2）

訴訟に代わる紛争解決手段である仲裁手続でなされた仲裁判断も、仲裁地が日本国内にあるか否かを問わず、確定判決と同一の効力を有するが（仲裁法45条）、強制執行するためには執行決定（同法46条）が必要である。
- 確定判決と同一の効力を有するもの（7号）

裁判上の和解調書・請求認諾調書（民訴法267条）、調停調書（民事調停法16条、家事事件手続法268条）、家事審判調書（家事事件手続法75条）、民事上の争いについての刑事訴訟手続における和解の内容を記載した公判調書、民事再生・会社更生手続において否認の請求を認容する決定（民事再生法137条4項、会社更生法97条4項）などがある。

## 問題点
債務名義は、漢字や「、」一つが違っていたらダメなため、例えば、債務名義が旧姓で差し押さえる相手の口座や給与などが新姓の場合や、「高」と「髙」、「沢」と「澤」、「斉」と「斎」と「齋」と「齊」のように漢字が違うと差し押さえられない。